# Lago Malta
Il lago Malta (Jezioro Maltańskie in polacco) è un lago artificiale posto alla periferia della città polacca di Poznań, nel voivodato della Grande Polonia. È stato creato nel 1952 come bacino di espansione del fiume Cybina (affluente di destra del Warta), onde evitarne esondazioni. Lungo poco più di due chilometri, ha una profondità media di circa tre metri e sorge sui possedimenti donati nel 1187 ai Cavalieri di Malta dal duca Mieszko III di Polonia (detto Il vecchio) e afferenti all'antica chiesa di San Giovanni fuori le mura.
Il lago è al centro di un vasto complesso che comprende boschi, giardini e aree attrezzate per il divertimento e la pratica di vari sport. Si ricordano tra questi una pista da sci artificiale (su un versante della collinetta detta Monte della libertà), una pista di pattinaggio su ghiaccio e alcuni percorsi destinati a ciclisti e pattinatori (con la possibilità di noleggiare rollerblades e biciclette), oltre al bacino remiero e alle strutture a questo annesse.
Lungo il lago si trovano inoltre lo zoo nuovo di Poznań e la Kolejka Parkowa Maltanka, una piccola ferrovia a scartamento ridotto; i vasti prati circostanti sono spesso sede durante l'estate di concerti di artisti internazionali, organizzati nell'ambito del Malta Międzynarodowy Festiwal Teatralny (Festival Teatrale Internazionale di Malta), importante evento che si svolge dal 1980 nei luoghi simbolo della città.

## Campo di gara e bacino remiero
Le prime competizioni di canottaggio a Poznań risalgono al 1917, anno a partire dal quale vennero organizzate le prime gare giovanili; con il completamento delle dighe sulla Cybina e la creazione del bacino artificiale nel 1952 si poterono organizzare le prime importanti gare di canottaggio e kayak, tenutesi in occasione del Festival Mondiale della Gioventù e degli Studenti.
Da quel momento il lago Malta ha a più riprese ospitato competizioni nazionali ed internazionali, grazie ai quali la municipalità ha potuto ottenere fondi per la ordinaria e straordinaria menutenzione del bacino; i primi interventi importanti di rinnovamento dell'impianto sono stati eseguiti in occasione dei Campionati mondiali di Canoa del 1990 a cui sono seguiti, qualche anno più tardi, i lavori di ristrutturazione ed ammodernamento in occasione dei 31esimi Campionati mondiali di Canoa che qui si sono svolti; nell'estate del 2007 vi si sono tenuti i Campionati europei di Canottaggio, mentre nel 2009 vi sono stati organizzati campionati mondiali della stessa specialità.
Il campo di gara è attualmente dotato di un sistema di boe Albano; sul percorso si affaccia una struttura polivalente comprendente una torretta d'arrivo dell'altezza di 38 metri (disposta su sei livelli), i rimessaggi per le imbarcazioni, un'infermeria, le biglietterie, gli uffici per stampa, operazioni di accrediti ed informazioni.
Il complesso ospita inoltre delle vaste tribune, sotto di cui si trovano ristoranti e bar. Il bacino remiero è inoltre servito da un campeggio e un grande parcheggio auto posti nelle immediate vicinanze.